# Кастелло, Бернардо
Бернардо Кастелло, или Кастелли (итал. Bernardo Castello, Castelli; 1557, Генуя — 4 октября 1629, Генуя) — итальянский живописец эпохи позднего маньеризма, работавший в основном в Генуе и Лигурии (северо-западная Италия). Известен главным образом как портретист и художник исторического жанра. Его следует отличать от Джованни Баттиста Кастелло из Бергамо по прозванию «Бергамаско» (1526—1569), архитектора, живописца и лепщика-декоратора.
Бернардо Кастеллo был известным представителем большой семьи художников из Генуи. Его сын — Валерио (1624—1659) — живописец итальянского маньеризма, декоратор интерьера. Работал под влиянием Перино дель Вага, Корреджо и А. Ван Дейка. Брат Бернардо — Джованни-Баттиста Кастелло (? — 1637), по прозванию «Genoves» (Генуэзец) — живописец-миниатюрист и ювелир.

## Биография
Бернардо Кастелло родился в Сан-Мартино-д’Альбаро (теперь квартал Генуи) в семье Антонио и Джеронимы Маккиавелло и младшего брата Баттисты Кастелло. Он был учеником Андреа Семино и Луки Камбьязо, затем путешествовал по Италии, встречаясь с другими художниками. За свою жизнь он написал много картин и был оценён известными поэтами, с которыми он дружил. Среди них были Габриэлло Кьябрера и Торквато Тассо. Кастелло был иллюстратором «Освобождённого Иерусалима» Тассо (1581), опубликованного в 1590 году, и последующего издания 1617 года. Некоторые из этих иллюстраций были гравированы Агостино Карраччи.
Помимо работы в Генуе, Кастелло работал в Риме (в базилике Санта-Мария-сопра-Минерва, в Палаццо Колонна, Палаццо дель Квиринале), а также на герцога Савойского Карла Эммануила I в Турине. Бернардо Кастелло умер в октябре 1629 года в возрасте семидесяти двух лет после непродолжительной болезни, когда он собирался отправиться в Рим, чтобы работать для собора Святого Петра. Он был похоронен в церкви Сан-Мартино-ди-Альбаро в Генуе.

## Галерея

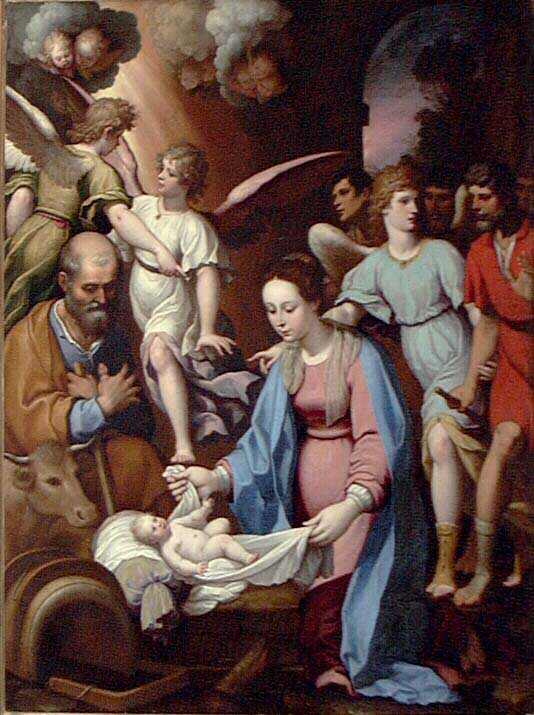
Рождество. Ок. 1620. Холст, масло. Музей искусств, Индианаполис, США
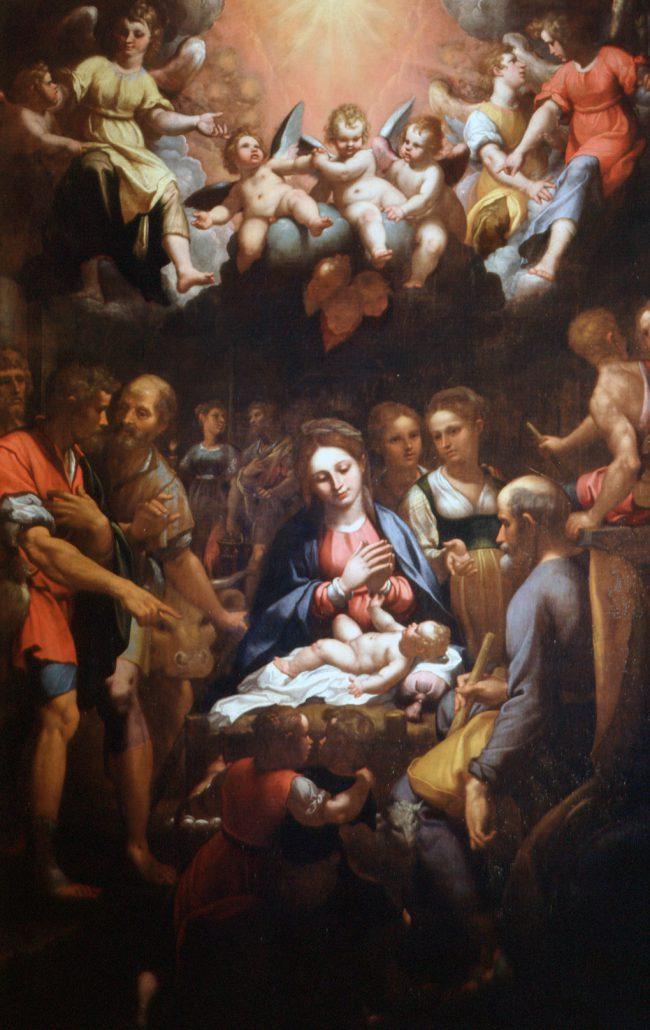
Поклонение пастухов. 1609. Холст, масло. Собор, Савона
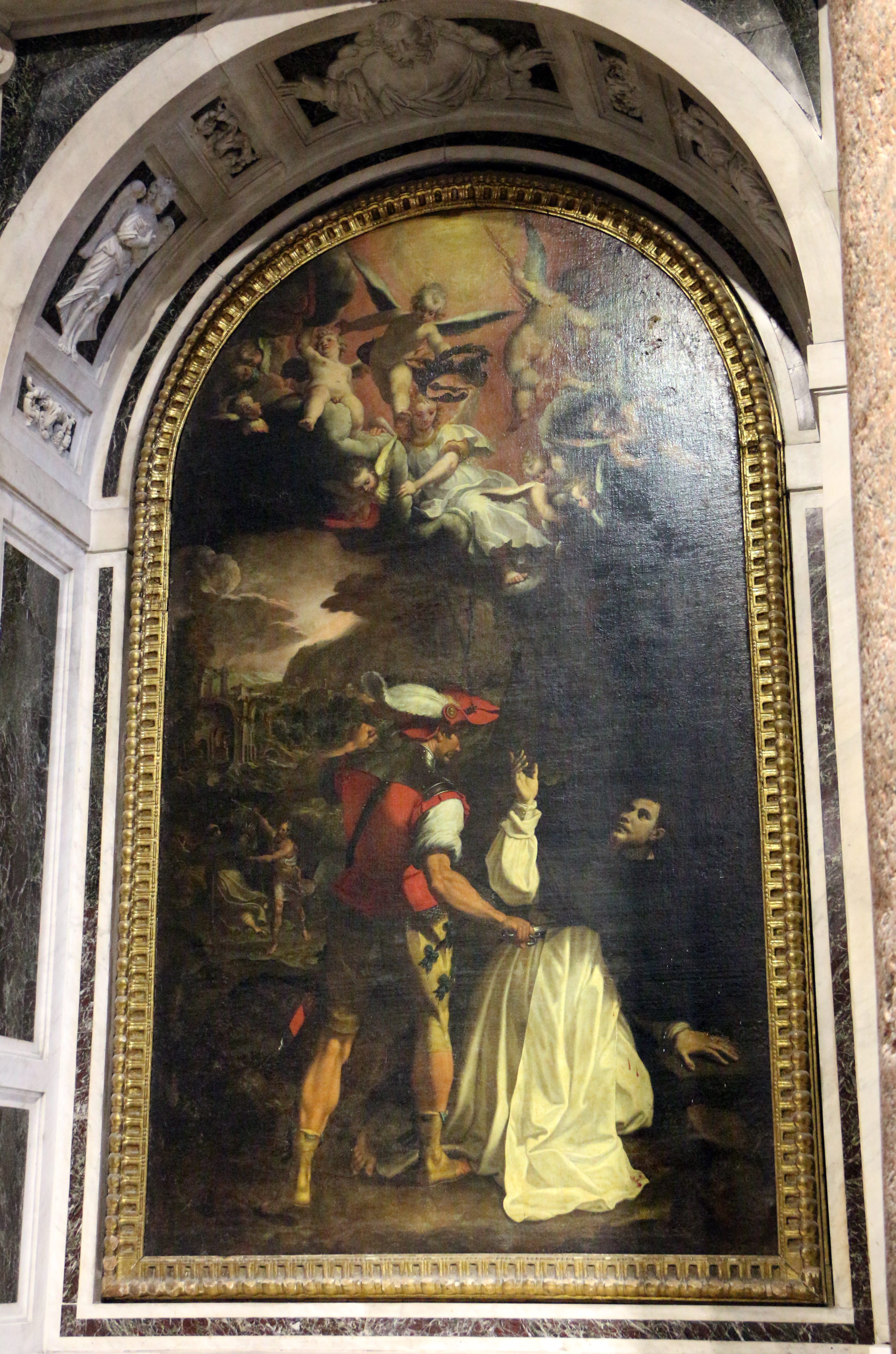
Мученичество Святого Петра Веронского. 1597. Холст, масло. Церковь Санта-Мария-ди-Кастелло, Генуя
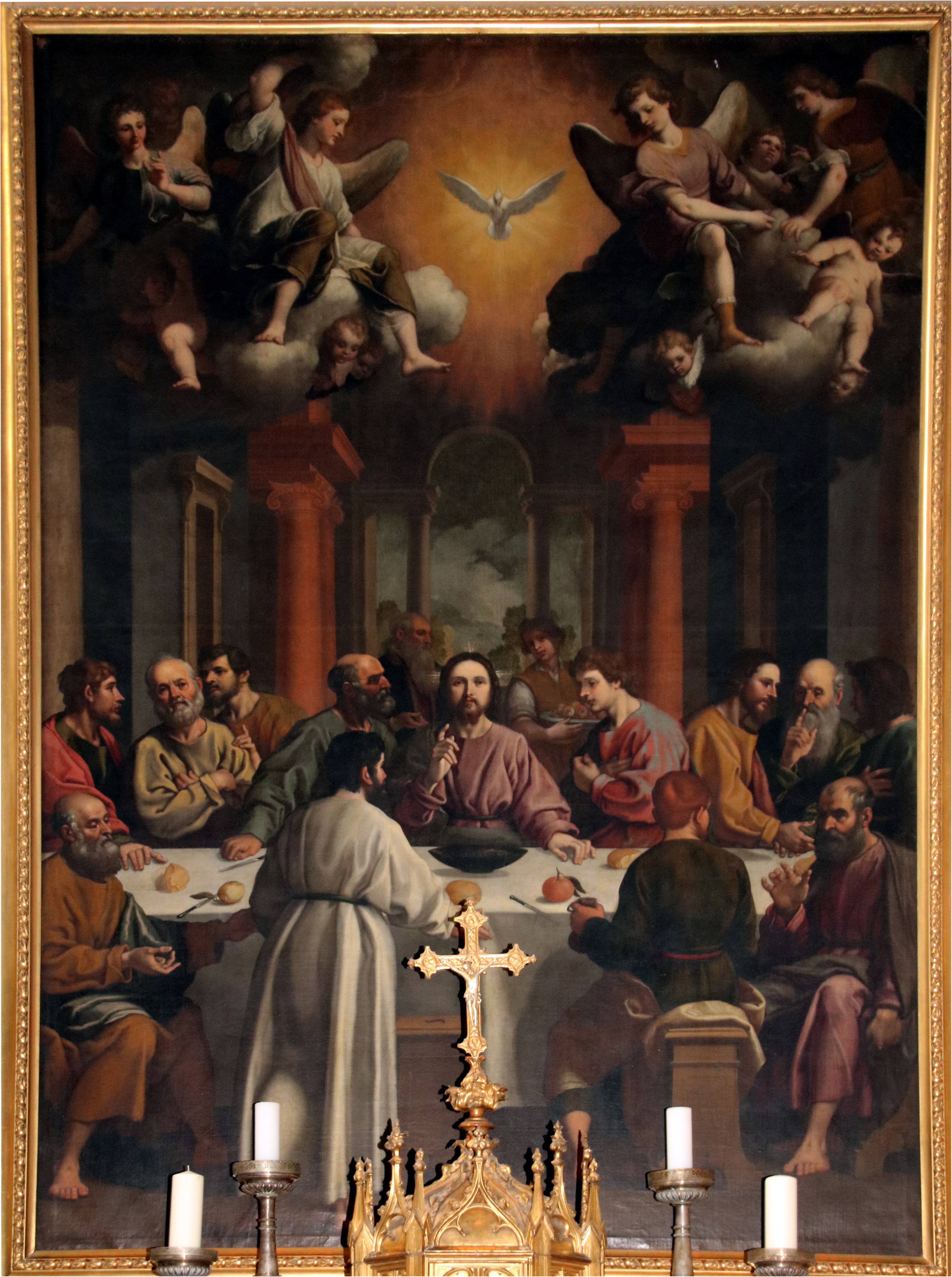
Тайная вечеря. Холст, масло. Базилика Сант-Антонино, Пьяченца
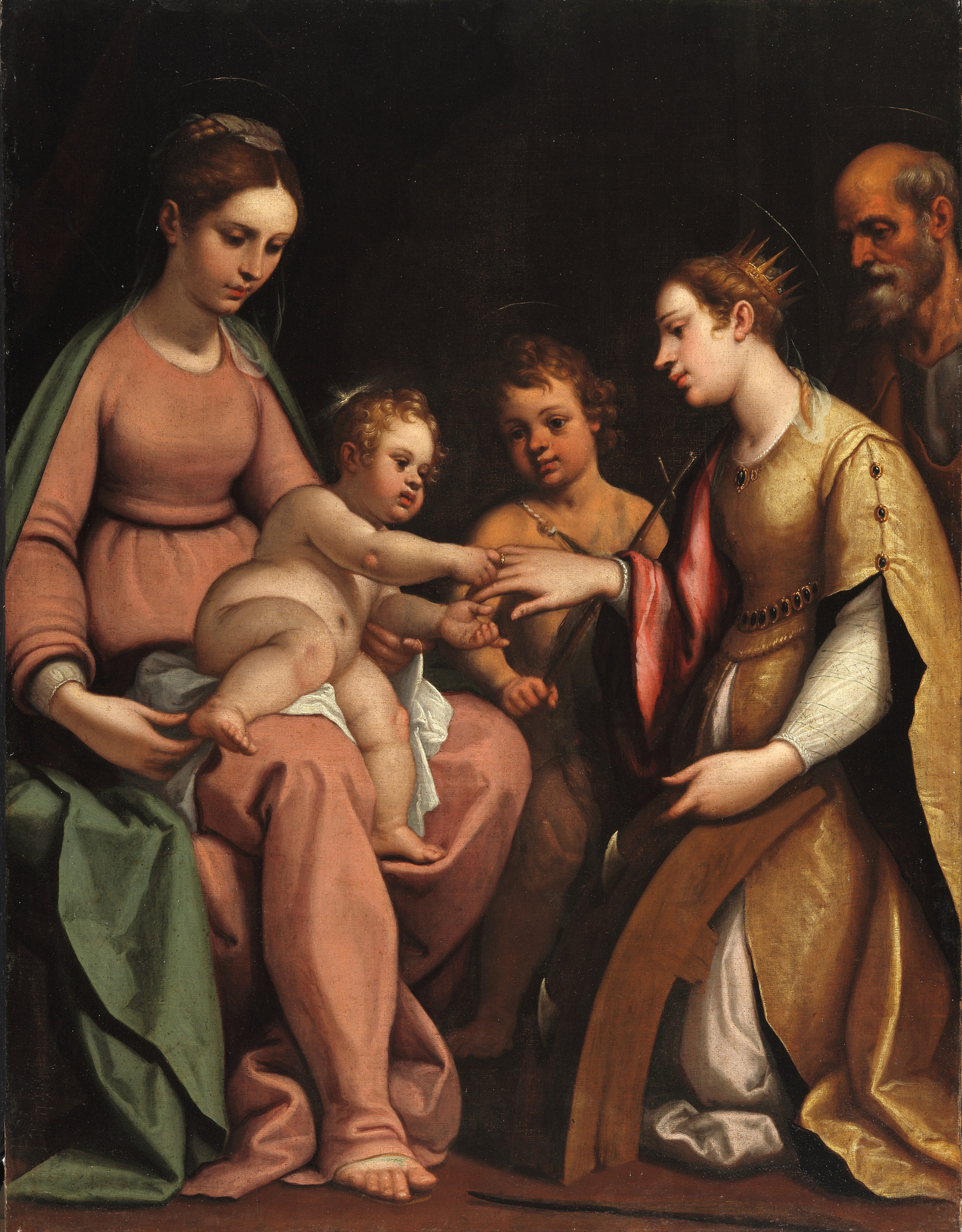
Мистическое обручение Святой Екатерины Александрийской. Холст, масло
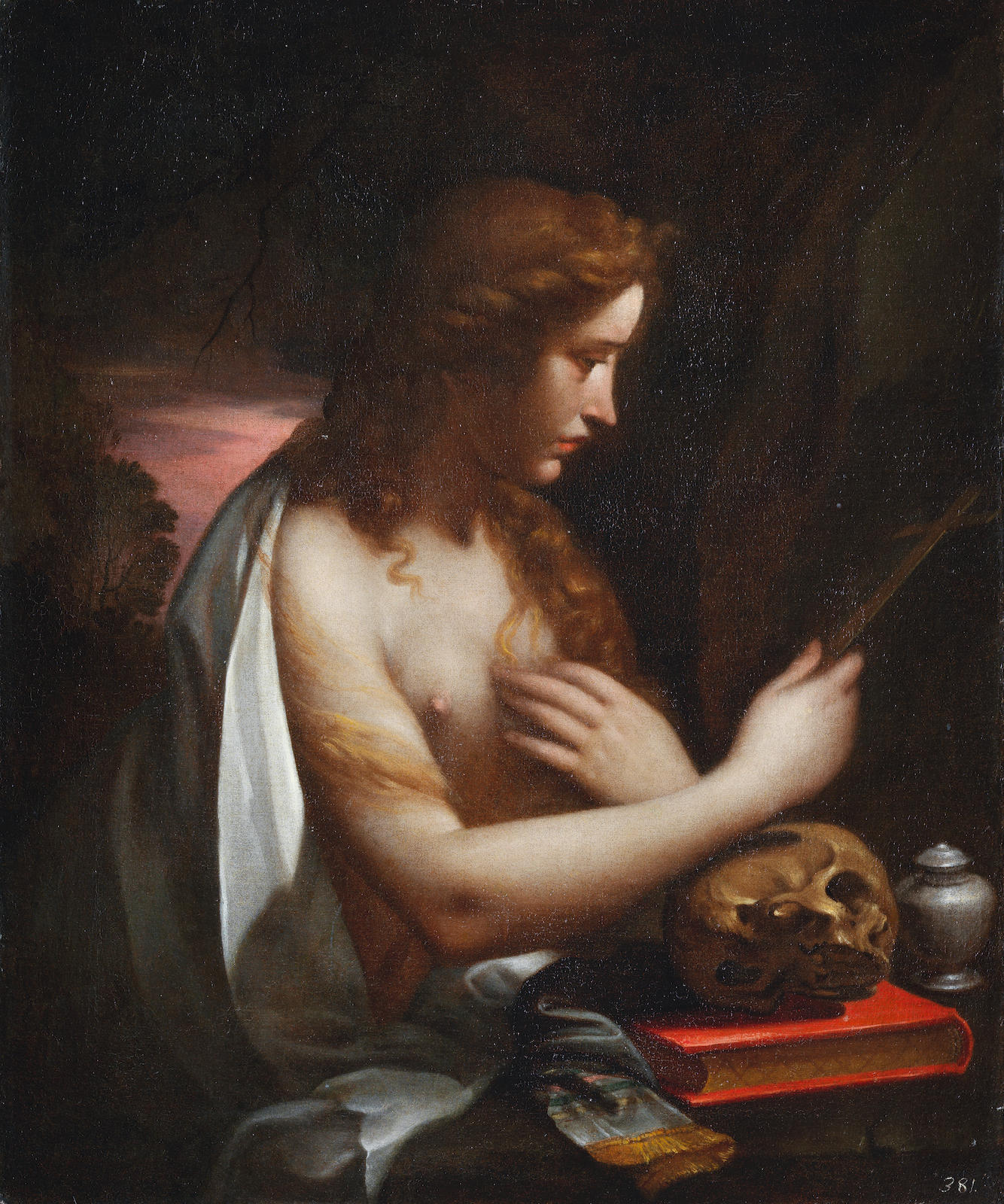
Кающаяся Мария Магдалина. Холст, масло